# Radula stenocalyx
Radula stenocalyx là một loài rêu trong họ Radulaceae. Loài này được Mont. mô tả khoa học đầu tiên năm 1855.